# Hjälte mot sin vilja
Hjälte mot sin vilja är en svensk film från 1915 i regi av Edmond Hansen

## Om filmen
Filmen premiärvisades 18 oktober 1915 på biograf Regina i Stockholm, den spelades in vid Svenska Biografteaterns ateljé på Lidingö av Henrik Jaenzon och Carl Gustaf Florin. 

## Roller
- Erik A. Petschler - Kalle Glad
- Edith Erastoff - Sofie Glad, hans hustru
- Alfred Lundberg - Borgmästare
- Eric Lindholm - Redaktionssekreterare